# Lokomotivfabrik Krauss & Comp. Linz

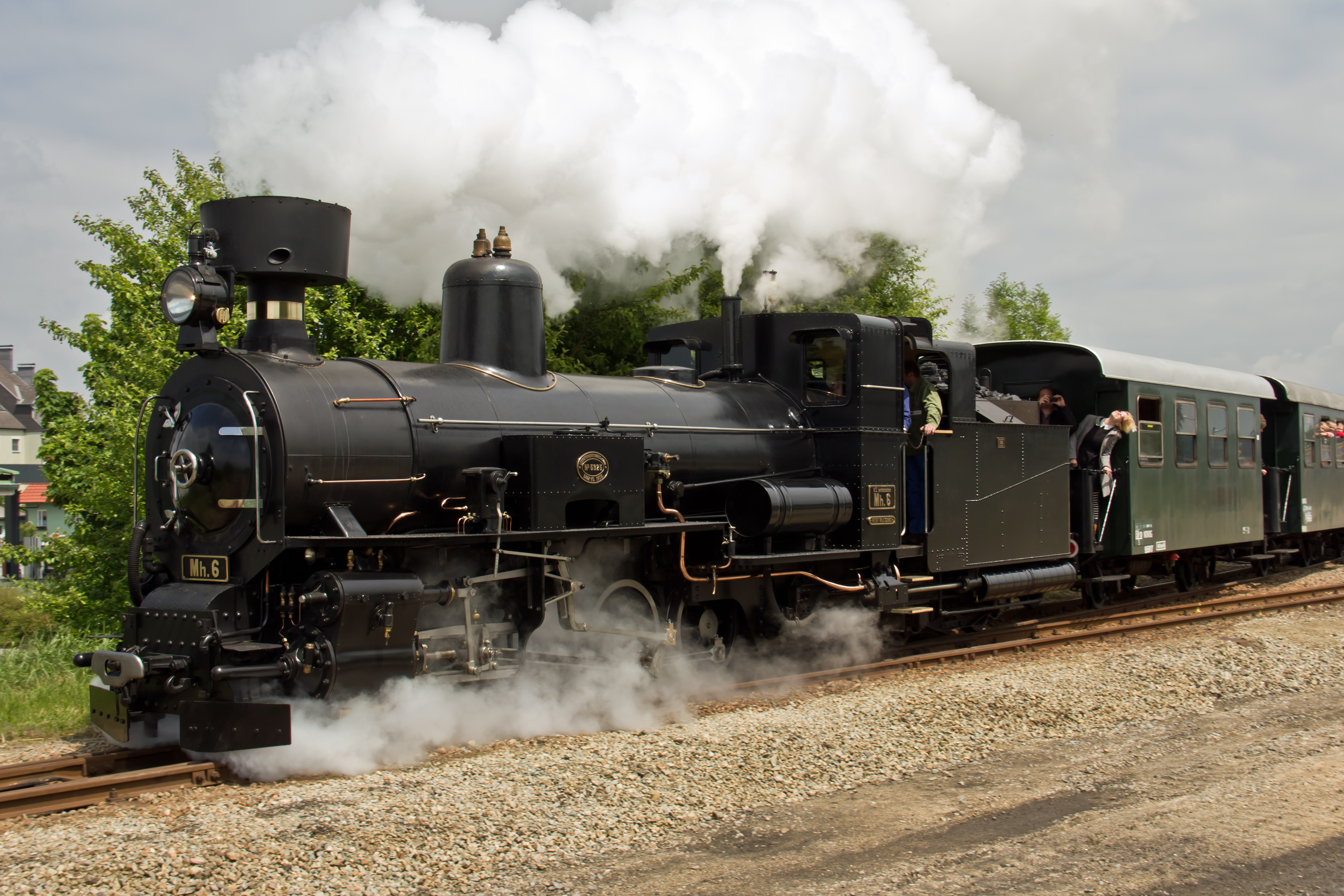
A Mariazellerbahn Mh.6 pályaszámú mozdonya

A Lokomotivfabrik Krauss & Comp. Linz, vagy röviden Krauss/Linz Georg Krauß müncheni mozdonygyárának önállóan működő üzeme volt az ausztriai Linzben. A vállalat 1880-tól 1930-ig működött, és elsősorban kisebb gőzmozdonyokra specializálódott a mellékvonali és keskeny nyomtávú vasutak számára.

## A vállalat története

### Mozdonygyártás
A linzi gyárat Georg Krauß 1880-ban alapította a müncheni mozdonygyárának fióktelepeként, hogy megkerülje az osztrák importvámokat. A linzi üzem alapkövét 1880. szeptember 1-jén tették le. A gyár fejlődésével egyre önállóbbá vált. A vállalat hamar hírnevet szerzett magának, különösen a keskeny, azon belül is a bosnyák nyomtávolságú mozdonyaival. 1889-ben a mozdonyokat az első osztrák keskeny nyomtávú vasútnak, a Steyrtalbahnnak szállították. Az országban gyors iramban számos keskeny, 760 milliméteres nyomtávolságú vasút épült, melyek a mozdonyait mind a Krauss/Linz gyártotta. Ezen ügyfelek közé tartozott a Bosznia-Hercegovinai Államvasút, a Steiermärkische Landesbahnen és a Mariazellerbahnt üzemeltető Niederösterreichische Landesbahnen. A cég a keskeny nyomtávú mozdonyok mellett épített normál nyomtávolságú mozdonyokat az üzemi és a lokalbahn vasutaknak is. A Császári és Királyi Osztrák Államvasutak és a Niederösterreichische Landesbahnen kis szertartályos gőzmozdonyokat rendelt a Krauss/Linztől. A gyár rendszerint magas kihasználtságnak örvendett, és a birodalom osztrák felében piacvezető volt a maga ágazatában.
Az első világháború jelentős fordulópontot jelentett, amelyet a vállalat anyagilag nem kezelt jól. 1918. január 1-jén a linzi gyárat eladták az Österreichische Eisenbahn-Verkehrs-Anstaltnak, azonban a működtetésért továbbra is a Krauss felelt. A gyár termékpalettájának bővítése érdekében 1920-ban felvásárolták a linzi Posselt-Werke vállalatot, amelyet 1924-ben beolvasztottak az újonnan alapított Österreichische Bamag-Büttner-Werke AG-ba. Ezeket a Krauss/Linzzel együtt 1930-ban a gazdasági világválság következtében bezárták. Az Österreichische Eisenbahn-Verkehrs-Anstalt 1920-ban a müncheni anyavállalat részvényeinek többségét is megszerezte, amelyet 1930-ban nyereséggel eladott egy német szindikátusnak. Ennek eredményeként a Krauss és a Maffei müncheni mozdonygyárak egyesültek, létrehozva ezzel a Krauss-Maffei AG vállalatot.

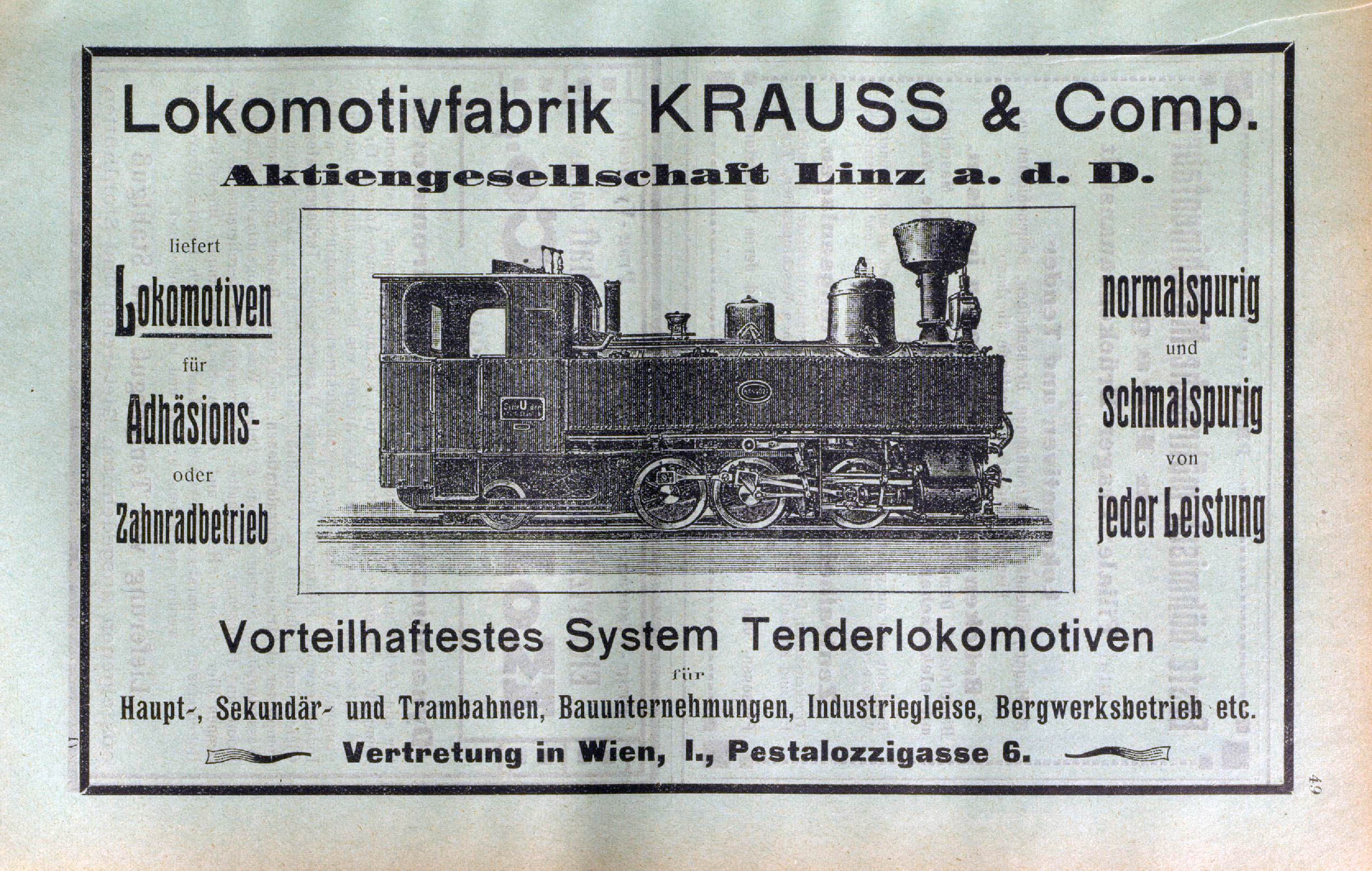
A vállalat 1913-as hirdetése

A vállalat az Osztrák Szövetségi Vasutak számára is építettek normál nyomtávú villamosmozdonyokat és motorvonatokat. Az 1920-as évek második felének gazdasági válsága a Krauss/Linz hanyatlását jelentette. Ausztriában a gazdasági válság hatásai a mozdonyiparban egyesülési folyamathoz vezettek. Az Osztrák Köztársaság területén 1929-ben még létező négy mozdonygyár (Wiener Lokomotivfabrik Floridsdorf, Wiener Neustädter Lokomotivfabrik, Lokomotivfabrik der StEG és Krauss/Linz) közül 1930 után csak a WLF maradt meg önálló vállalatként. Az OEVA ugyanebben az évben eladta a linzi gyárat a Floridsdorfnak; a vételár 1,65 millió osztrák schilling volt részvényekben és 1,2 millió osztrák schilling készpénzben. A WLF azonnali hatállyal bezárta a Krauss & Comp. mozdonygyárat, és a használható gépeket a saját gyárába szállította. A Krauss/Linz gyárában épített utolsó mozdony a Zillertalbahn a BBÖ Uh sorozattal megegyező „5 GERLOS” pályaszámú mozdonya volt, 1521-es gyári számmal. A BBÖ 1670 sorozatú villamosmozdonyok gyártását Floridsdorfba helyezték át.
A linzi üzem gyári számait összefésülték a müncheni Krauss gyáréval, de 1921-ben külön számozási rendszert vezettek be a linzi üzem számára. Az 1880-as alapítástól az 1930-as bezárásig összesen 1521 mozdony készült a Krauss/Linzben.
Az Elektro Bau AG (EBG) 1936-ban beköltözött a linzi mozdonygyár üresen álló műhelyeibe. A Bulgariplatz (Kraußstraße) környéki gyárak a második világháború során súlyosan megsérültek, azonban néhány a 2020-as években is állt.

### Helyi és üzemi vasutak építése és üzemeltetése
A Lokomotivfabrik Krauss & Comp. Linz vasútvonalak építésével és üzemeltetésével is foglalkozott. 1880-tól 1892-ig a normál nyomtávú, Linz–Kremsmünster (–Klaus) nyomvonalú Kremstalbahn vasútvonalat építette és üzemeltette. Ezt később a Császári és Királyi Osztrák Államvasutak átnevezte Pyhrnbahnra és meghosszabbította Selzthalig. A Krauss/Linz saját mozdonyokat is tervezett és épített a kremstali vasút számára, és a gyár közvetlen kapcsolatban állt a vasúttal.
1891 és 1897 között a Wolfsegg-Traunthaler Kohlenwerks AG üzemeltette a keskeny nyomtávú Wolfsegg–Breitschützing (Hausruck) szénvasutat is, amely a ritka 1106 milliméteres nyomtávval rendelkezett, amelyet még a Budweis–Linz–Gmunden-lóvasúton használtak. A Krauss/Linz ezen a vasútvonal számára szertartályos gőzmozdonyokat is épített, amelyek közül az utolsó az 1908-ban gyártott „Anna” névre keresztelt mozdony (gyári száma 5867) volt.

#### Dampftramway-Gesellschaft vormals Krauss & Comp. (DTKC)
A vállalat a müncheni anyavállalathoz hasonlóan felismerte a Bécs és környékén való gőzvillamosvonalak építésének és üzemeltetésének lehetőségét is. A DTKC elsőként a Hietzingből Mauer és Perchtoldsdorf érintésével Mödlingbe vezető déli vonalat helyezte szakaszosan üzembe 1883 és 1887 között. Ezt követte 1886-ban az északi szakasz Salztorbrücke-től a Gaußplatzon és a Floridsdorfer Brücke-n keresztül Stammersdorfig és Groß-Enzersdorfig. Ezeket kis, két- és háromtengelyes villamosmozdonyok üzemeltették, és személy- és áruszállítást biztosítottak, ami elsősorban Bécs élelmiszerellátását szolgálta.
A stammersdorfi vonalat 1903-ban meghosszabbították Auersthalig, majd később Groß-Schweinbarthig (Stammersdorfer Lokalbahn), amelyhez kettő darab háromtengelyes gépet vásároltak. A gőzvillamos csak ezeken a külső vonalakon tudott érvényesülni; a belvárosban a füstszennyezés és az utazási kényelem hiánya volt az oka a vállalat sikertelenségének. A Bécs városával folytatott viták után a vonalakat 1907-ben átadták a bécsi önkormányzatnak. 1922-re a vonalat fokozatosan elektromos üzemre állították át, és beillesztették a bécsi villamoshálózatba.

## Termékei
A gyár alapításakor a müncheni anyacég mozdonyterveit követték, de a linzi gyár nagyon hamar önállóvá vált, és saját fejlesztéseket hozott létre a keskeny és a normál nyomtávolságú mozdonyok területén. A vállalat termékpalettája változatos volt, és a kisvasúti és bányamozdonyoktól kezdve a távolsági gyorsvonati szertartályos mozdonyokon át a villamosmozdonyokig terjedt.

## Fordítás
- Ez a szócikk részben vagy egészben  a   Lokomotivfabrik Krauss & Comp. Linz című német Wikipédia-szócikk ezen változatának fordításán alapul.  Az eredeti cikk szerkesztőit annak laptörténete sorolja fel. Ez a jelzés csupán a megfogalmazás eredetét és a szerzői jogokat jelzi, nem szolgál a cikkben szereplő információk forrásmegjelöléseként.